# 折れた槍
『折れた槍』（おれたやり、原題：Broken Lance）は、1954年に公開されたエドワード・ドミトリク監督作のアメリカ映画。1949年に製作されたジョーゼフ・L・マンキーウィッツ監督作『他人の家』のリメイク作品である。原作はジェローム・ワイドマンの小説“I'll Never Go Home Any More”（1941年発表）。

## キャスト
| 役名                 | 俳優                               | 日本語吹替  | 日本語吹替   |
| 役名                 | 俳優                               | NETテレビ版 | フジテレビ版 |
| -------------------- | ---------------------------------- | ----------- | ------------ |
| マット・デヴロー     | スペンサー・トレイシー             | 森山周一郎  | 森山周一郎   |
| ジョー・デヴロー     | ロバート・ワグナー                 | 田中信夫    | 田中信夫     |
| バーバラ             | ジーン・ピーターズ                 | 武藤礼子    | 武藤礼子     |
| ベン・デヴロー       | リチャード・ウィドマーク           | 大塚周夫    | 大塚周夫     |
| セニョーラ・デヴロー | ケティ・フラド                     | 藤波京子    | 里見京子     |
| マイク・デヴロー     | ヒュー・オブライアン               | 矢田耕司    | 内海賢二     |
| デニー・デヴロー     | アール・ホリマン                   | 納谷六朗    | 納谷六朗     |
| トゥー・ムーンズ     | エドゥアルド・フランツ（英語版）   |             |              |
| クレム・ロートン     | カール・ベントン・リード（英語版） |             |              |
| ホレス               | E・G・マーシャル                   |             |              |

- NETテレビ版：初回放送 1969年6月14日 21:00 - 22:26『土曜映画劇場』
- フジテレビ版：初回放送 1972年8月4日 21:00 - 22:56『ゴールデン洋画劇場』

## ギャラリー

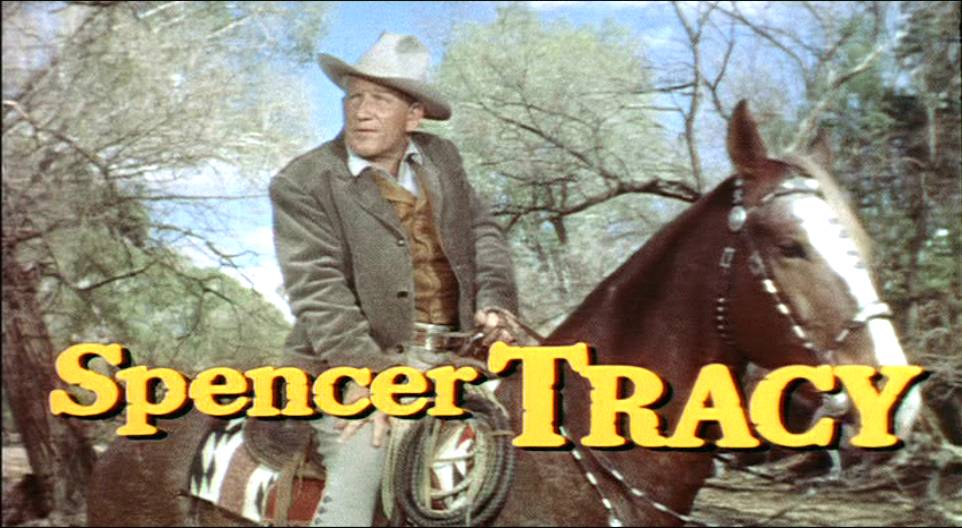
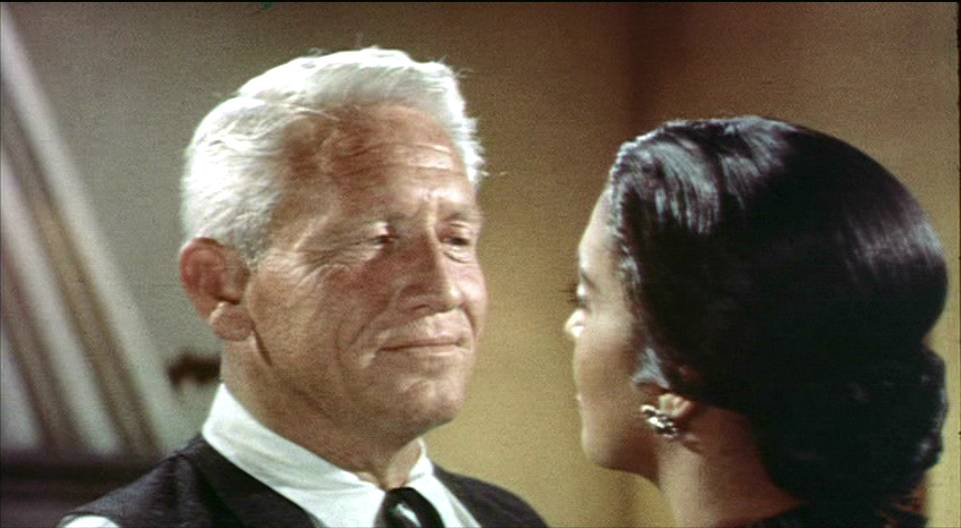
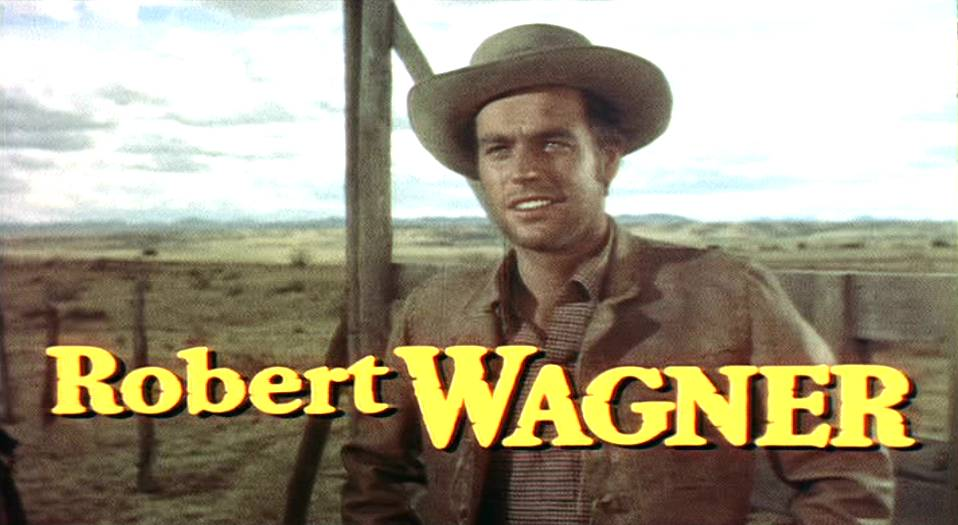
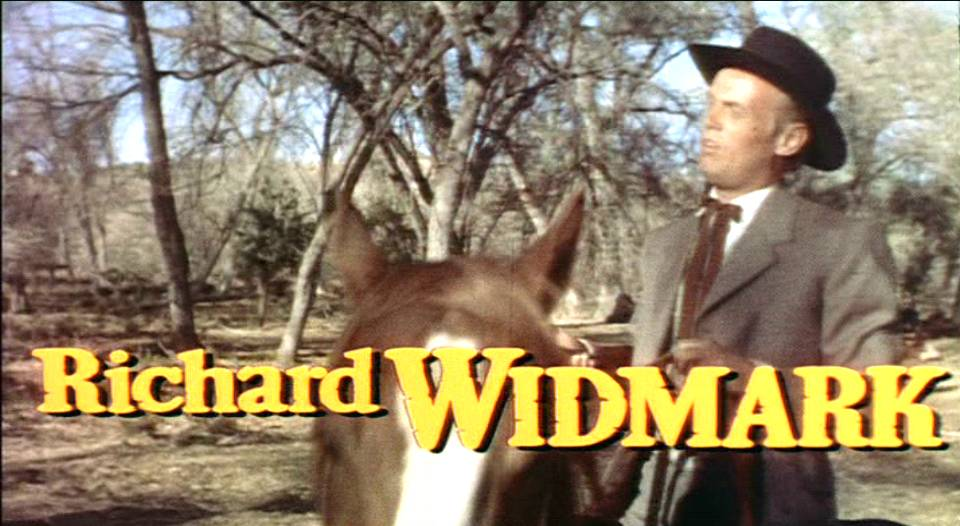
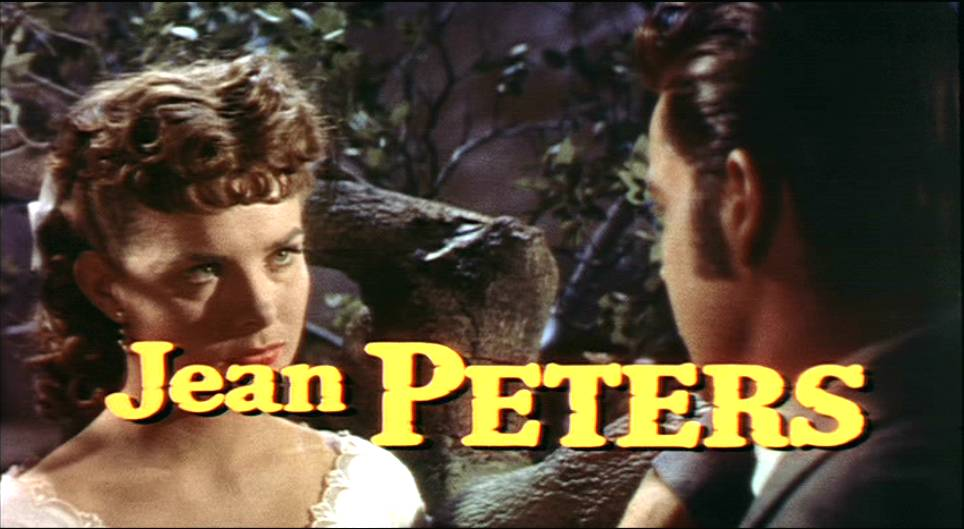
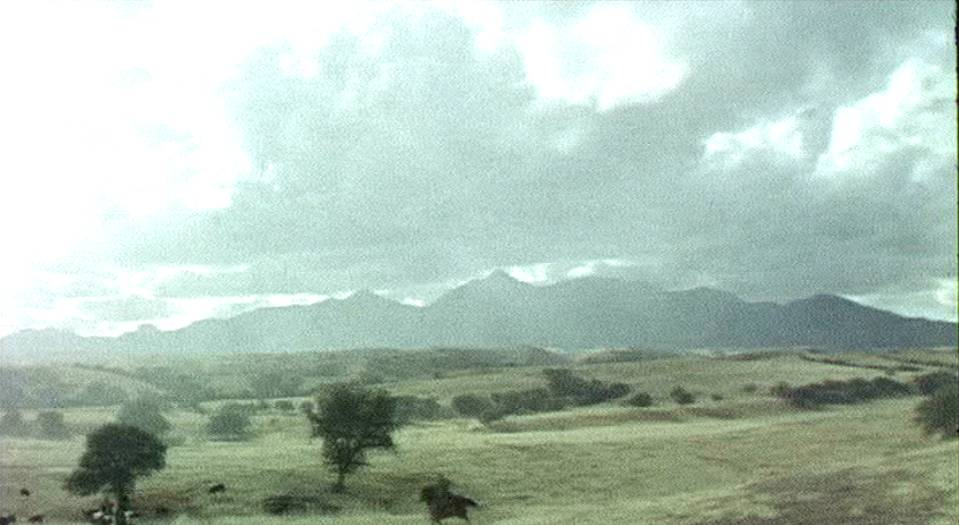
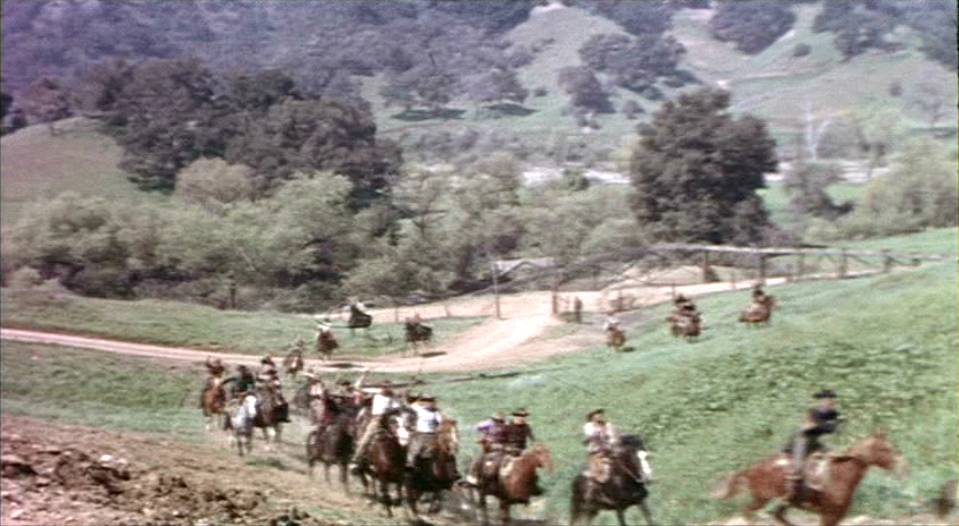
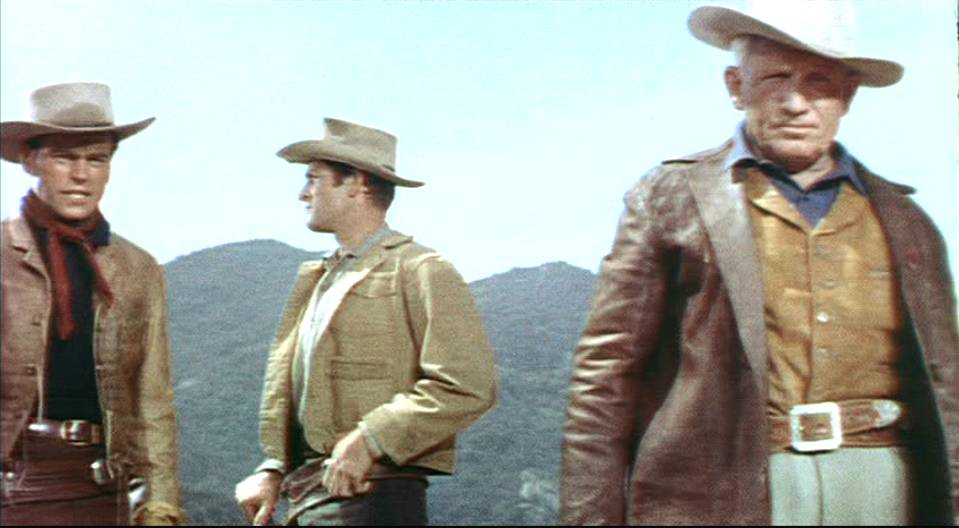
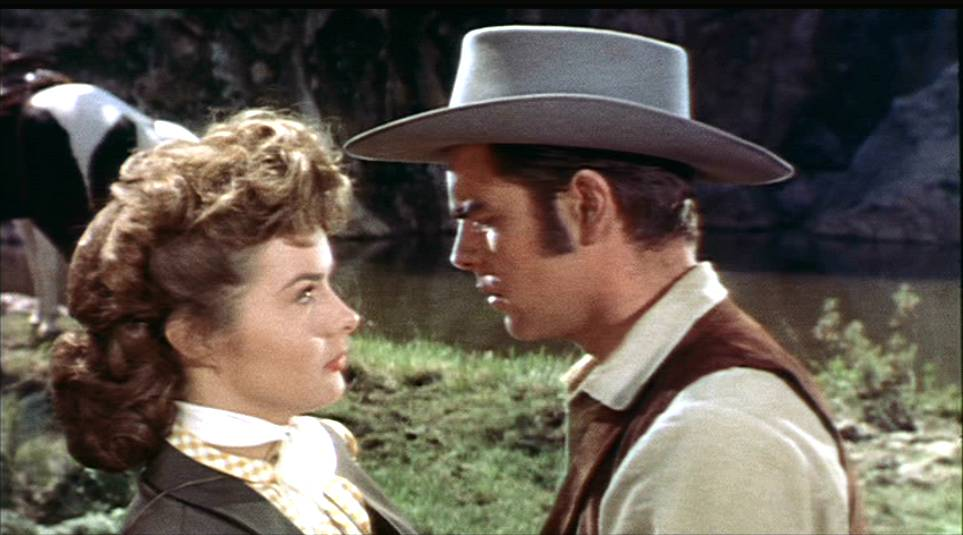
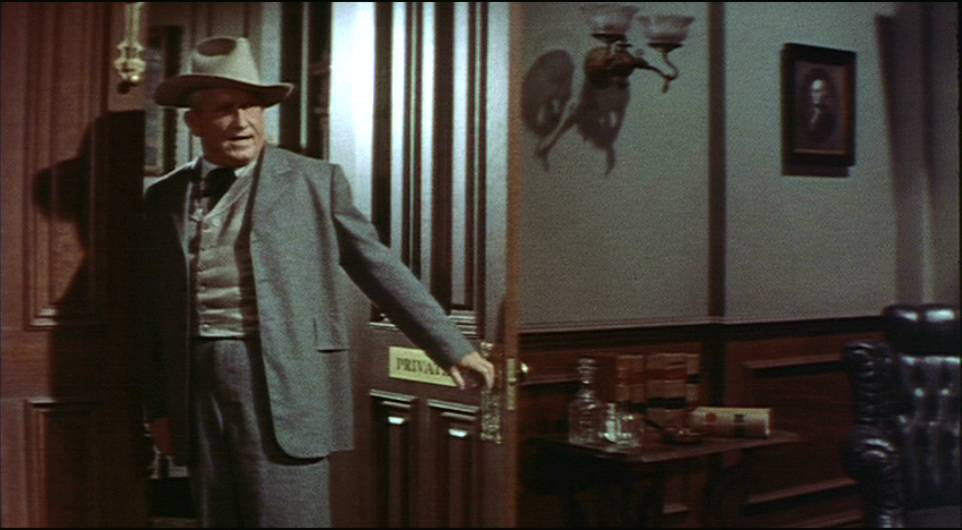

## スタッフ
- 監督：エドワード・ドミトリク
- 脚本：リチャード・マーフィ
- 原案：フィリップ・ヨーダン
- 撮影：ジョセフ・マクドナルド
- 編集：ドロシー・スペンサー
- 音楽：リー・ハーライン

## 受賞とノミネート
第27回アカデミー賞
- 受賞：原案賞 - フィリップ・ヨーダン
- ノミネート：助演女優賞 - ケティ・フラド

第12回ゴールデングローブ賞
- 受賞：国際賞 - エドワード・ドミトリク